# Claude Thibierge
Claude Thibierge, né le 19 août 1919 à Paris et mort dans la même ville le 28 octobre 1980, est l'un des grands notaires français qui a marqué le XXe siècle. 
La Chambre des Notaires de Paris, dont il a été le président, le présente comme l'une des trois « figures du notariat » avec Jean-Baptiste Bevière (1723-1807) et Marcel Baron (1911-2001).
À la tête de l'étude qui porte son nom, Claude Thibierge contribua activement aux travaux législatifs qui accompagnèrent la reconstruction de la France après la guerre de 1939-1945,. À ce titre, il fut l'un des principaux inspirateurs de la vente en état futur d'achèvement (VEFA), de la loi Scrivener sur le crédit-immobilier, et du système de publicité foncière actuel. 
En 1962, il inventa avec Jean Cumenge, le directeur juridique de l'EPAD, le système de la division en volumes pour donner un cadre juridique aux constructions du futur quartier de La Défense. Ce système révolutionnaire permit notamment de surmonter les difficultés liées au régime de la copropriété dans les immeubles de grande hauteur.
Un auditorium porte son nom à l’École de Notariat de Paris, inauguré le 9 mai 2012.
Chaque année est décerné le prix Claude Thibierge qui récompense une thèse intéressant le notariat.